# Camptopoeum negevense
Camptopoeum negevense är en biart som först beskrevs av Warncke 1972.  Camptopoeum negevense ingår i släktet Camptopoeum och familjen grävbin. Inga underarter finns listade.